# Кјафредо (Торино)
Кјафредо је насеље у Италији у округу Торино, региону Пијемонт.
Према процени из 2011. у насељу је живело 60 становника. Насеље се налази на надморској висини од 340 м.